# Contea di Polk (Georgia)
La contea di Polk, in inglese Polk County, è una contea dello Stato della Georgia, negli Stati Uniti. La popolazione al censimento del 2000 era di 38 127 abitanti. Il capoluogo di contea è Cedartown. Il nome le è stato dato in onore al Presidente degli Stati Uniti James Knox Polk.

## Geografia fisica
Lo United States Census Bureau certifica che l'estensione della contea è di 808 km², di cui 806 km² composti da terra e i rimanenti 2 km² composti di acqua.

### Contee confinanti
- Contea di Floyd (Georgia) - nord
- Contea di Bartow (Georgia) - nord-est
- Contea di Paulding (Georgia) - est
- Contea di Haralson (Georgia) - sud
- Contea di Cleburne (Alabama) - sud-ovest
- Contea di Cherokee (Alabama) - ovest

### Principali strade ed autostrade
- U.S. Highway 27
- U.S. Highway 278
- Georgia State Route 100
- Georgia State Route 101
- Georgia State Route 113

## Storia
La contea venne costituita il 20 dicembre 1851.

## Città e paesi
- Aragon
- Cedartown
- Rockmart